# Mỏ than 1 Maja
Mỏ than 1 Maja (Mỏ than ngày 1 tháng 5; tiếng Ba Lan: Kopalnia Węgla Kamiennego 1 Maja) là một mỏ lớn ở phía nam Ba Lan ở Wodzisław Śląski, tỉnh Śląskie, cách thủ đô Warsaw 260 km về phía tây nam.
Được xây dựng vào năm 1960, ban đầu được gọi là "Mszana". Từ năm 1961, nó được gọi là 1 Maja (1 tháng 5), để vinh danh Ngày Quốc tế Lao động. Đây là một trong những mỏ than hiện đại nhất và tốt nhất ở Cộng hòa Nhân dân Ba Lan. Mỏ than 1 Maja được sáp nhập  với mỏ than Marcel vào năm 1995 và đóng cửa vào năm 2001. Mỏ than có diện tích 35,6 km2, và sản lượng than khoảng 8.400 tấn mỗi ngày.
Mỏ than 1 Maja là nhà tài trợ chung của đội bóng đá Ba Lan Odra Wodzisław Śląski.